# 田中豊 (実業家)
田中 豊（たなか ゆたか、1966年1月21日 - ）は、日本の実業家。アートグリーン株式会社創業者・代表取締役社長。

## 人物・来歴
神奈川県横浜市生まれ。父はミュージシャン。成城大学経済学部経営学科卒業後、起業資金を貯めるため、バブル景気で沸いていたゴルフ場開発会社に入社。ゴルフ会員権の販売で資金を貯めながら、花き業界の研究を行い、会社の同期と1991年に生花販売のアートグリーンを設立。胡蝶蘭の卸売事業等を展開し、全国配送システムを整備するなどし、2015年には名古屋証券取引所セントレックスに上場を果たした。